# Coming of Age (Milow)
Coming of Age è il secondo album del cantante belga Milow, prodotto da Jo Francken e pubblicato nel febbraio 2008 in Belgio e nel marzo dello stesso anno nei Paesi Bassi. Dall'album sono stati estratti quattro singoli: Dreamers and Renegades, The Ride, Ayo Technology e Out of My Hands.

## Tracce
1. Canada – 4:55
2. The Ride – 2:56
3. Coming of Age – 4:01
4. Stephanie – 4:08
5. The Priest – 6:57
6. House By The Creek – 4:20
7. Out of My Hands – 3:10
8. Dreamers and Renegades – 2:48
9. Herald of Free Enterprise – 5:01
10. Darkness Ahead and Behind – 3:51
11. Launching Ships – 2:52

Durata totale: 44:59

## Singoli
- Dreamers and Renegades (2007 in Belgio, 2008 nei Paesi Bassi)[2]
- The Ride (2008 solo in Belgio e Paesi Bassi)[3]
- Ayo Technology (2009 solo in Belgio e Paesi Bassi)[4]
- Out of My Hands (2009 solo in Belgio)[5]